# Lettre à Carpien

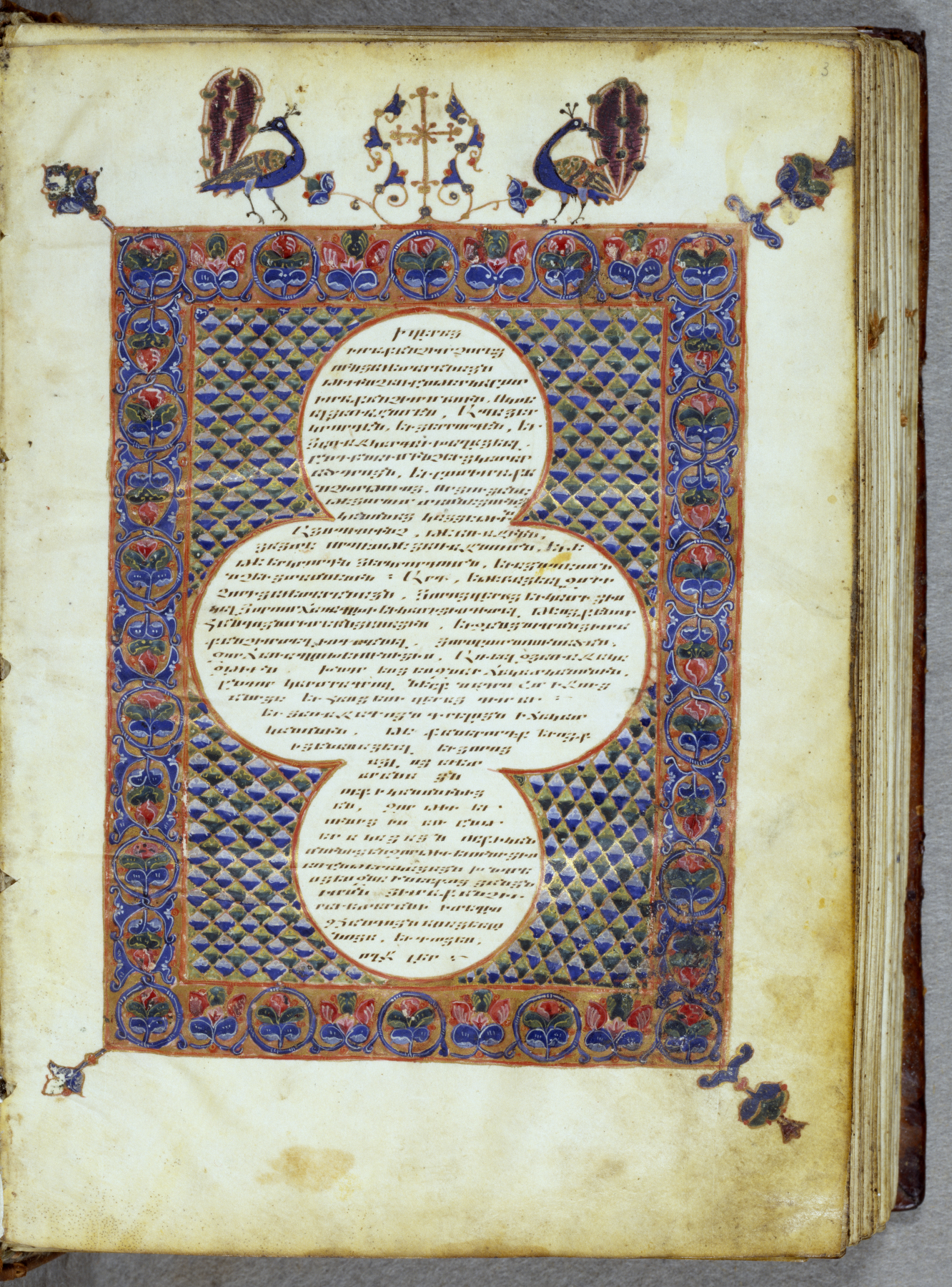
Lettre d'Eusèbe à Carpien d'un manuscrit arménien de 1193 exposé au Walters Art Museum

La Lettre à Carpien ou Lettre d'Eusèbe à Carpien est le titre donné à la lettre d'Eusèbe de Césarée, à un chrétien nommé Carpien. Cette lettre figure en préambule dans de nombreux manuscrits grecs comportant les Évangiles afin d'expliquer le système de concordances entre les quatre Évangiles. 

## Contenu
Dans la Lettre à Carpien, Eusèbe évêque de Césarée explique son système de Canons de concordances qui organise les quatre Évangiles et décrit les dix tables (ou canons) de concordances entre eux. Eusèbe explique que Ammonios d'Alexandrie le Chrétien a conçu un système qui place les sections de l'Évangile selon Marc, Luc et Jean en parallèle des sections de Matthieu. Cela a pour effet de briser l'ordre normal des textes des Évangiles de Marc, Luc et Jean. Eusèbe utilise un système dans lequel les références sont placés en parallèle dans dix tables ou canons. Le premier tableau liste les passages communs aux quatre Évangiles, les tableaux 2 à 4, les passages communs à trois Évangiles, les tableaux 5 à 9, les passages communs à deux Évangiles, et le dernier enfin les passages de chaque Évangile sans correspondance avec les autres. En utilisant ces tables, les textes en parallèle peuvent être facilement comparés mais il est toujours possible de lire les Évangiles dans l'ordre normal. Le nombre de chaque section d'Ammonius est écrit dans la marge du manuscrit et sous ce nombre est écrit un autre nombre dans une encre colorée. Les nombres colorés renvoient à l'une des dix tables des canons d'Eusèbe dans laquelle on trouve les références relayant aux sections des autres Évangiles. Le nombre de sections était : 355 pour Matthieu, 236 pour Marc, 342 pour Luc, 232 pour Jean soit au total de 1165 sections. 

## Utilisation
La copie de la Lettre à Carpien apparaît en tête de beaucoup de manuscrits des Évangiles notamment dans le Codex Campianus, les minuscules 65 (en), 108 (en), 109 (en), 112 (en), 113, 114 (en), 117 (en). La lettre apparaît aussi dans certaines éditions modernes du Nouveau Testament en grec.